# .ge
.ge är Georgiens toppdomän. Domänen registrerades efter landets självständighet, år 1992. Den administrativa kontakten och den tekniska kontakten tillhörande ett domännamn som slutar på .ge måste ha sin hemvist i Georgien. Registreringar öppnas direkt under .ge, .com.ge, eller i vissa fall under begränsade huvuddomäner (.gov.ge, .net.ge med flera). 
År 2011 registrerades en ny toppdomän för Georgien, tilltänkt att användas till namn på det lokala språket. Denna domän, .გე, vilket är georgiska för .ge. började användas i januari 2016.